# Harpacticus depressus
Harpacticus depressus är en kräftdjursart som beskrevs av Boeck 1865. Harpacticus depressus ingår i släktet Harpacticus och familjen Harpacticidae. Inga underarter finns listade i Catalogue of Life.